# Perú en el Campeonato Sudamericano de Fútbol Sub-17 de 2023
El XIX Campeonato Sudamericano Sub-17 de 2023 fue la decimonovena edición en la historia del certamen. Perú fue uno de los 10 participantes.

## Participación
Perú sumó un punto y no logró pasar a la fase final. Cayó derrotado ante Bolivia (1-2), Paraguay 0-4) y Argentina (0-3) y logró un empate 0-0 frente a Venezuela.
| Equipo | Pts | PJ | PG | PE | PP | GF | GC | Dif. |
| ------ | --- | -- | -- | -- | -- | -- | -- | ---- |
| Perú   | 1   | 4  | 0  | 1  | 3  | 1  | 9  | –8   |

| 31 de marzo | Bolivia                     | 2:1 (0:1) | Perú      | Estadio George Capwell, Guayaquil |                           |
| 16:30       | Paniagua 70' · Mamani 90+2' | Reporte   | Soyer 29' | Árbitro(s): Savio Sampaio         | Árbitro(s): Savio Sampaio |

| 4 de abril | Paraguay                                | 4:0 (1:0) | Perú | Estadio George Capwell, Guayaquil |                         |
| 20:30      | Villalba 38' · Miño 67', 74' · Mora 84' | Reporte   |      | Árbitro(s): José Burgos           | Árbitro(s): José Burgos |

| 6 de abril | Perú | 0:3 (0:3) | Argentina                        | Estadio George Capwell, Guayaquil |                            |
| 19:00      |      | Reporte   | Echeverri 17', 37' · Ruberto 22' | Árbitro(s): Augusto Aragón        | Árbitro(s): Augusto Aragón |

| 8 de abril | Perú | 0:0     | Venezuela | Estadio Christian Benítez, Guayaquil |                         |
| 19:00      |      | Reporte |           | Árbitro(s): José Burgos              | Árbitro(s): José Burgos |

## Posición final
| Pos. | Equipo | Pts | PJ | PG | PE | PP | GF | GC | Dif | Rend.  |
| ---- | ------ | --- | -- | -- | -- | -- | -- | -- | --- | ------ |
| 10   | Perú   | 1   | 4  | 0  | 1  | 3  | 1  | 9  | –8  | 8.33 % |